# 第1期王将戦
第1期王将戦（だい1きおうしょうせん）は、1951年度の王将戦である。前回は一般棋戦として開催され、今期よりタイトル戦に格上げされた。

## 概要
今期は前回と同様に順位戦A級上位5名によるリーグ戦で挑戦者を決定し、木村義雄名人との七番勝負が行われる。今期より七番勝負の勝者に王将位が贈られることとなった。また、各1局であったリーグ戦は先後各1局の2局ずつ指されることとなった。
今期のリーグ戦出場棋士は、第6期順位戦A級1位の升田幸三八段、A級2位の大山康晴九段、A級3位の丸田祐三八段、A級4位の坂口允彦八段、A級6位の塚田正夫前名人。なお、塚田はA級5位の高柳敏夫八段が休場のため、繰り上げ出場となった。
挑戦者決定リーグでは升田幸三八段と塚田正夫前名人が6勝2敗で並び、挑戦者決定プレーオフが行われた。結果は升田が勝利し、挑戦権を獲得した。
七番勝負では5局目の時点で升田幸三八段の4勝1敗となり、三番勝ち越したため、升田が初代王将となることが決まった。
王将戦は「三番手直り」の指し込み制を採用していたため、第6局は木村義雄名人が香落ちで指すこととなった。しかし、升田が対局を拒否したことで、升田の1年間の出場停止、理事会総辞職に発展。最終的に木村名人の裁定により、升田の復帰、理事の辞表は受理されない結果となった。
第6局は升田の不戦敗となり、第7局は平手番として行われ、升田が勝利した。最終成績は升田の5勝2敗。

## 第1期王将戦七番勝負
| 対局者       | 第1局                 | 第2局                 | 第3局                | 第4局                | 第5局                | 第6局(香落)          | 第7局                |            |
| 対局者       | 1951年 12月11日・12日 | 1951年 12月21日・22日 | 1952年 1月15日・16日 | 1952年 1月28日・29日 | 1952年 2月11日・12日 | 1952年 2月18日・19日 | 1952年 3月30日・31日 |            |
| ------------ | --------------------- | --------------------- | -------------------- | -------------------- | -------------------- | -------------------- | -------------------- | ---------- |
| 木村義雄名人 | ●                     | ●                     | ○                    | ●                    | ●                    | □(下手)              | ●                    |            |
| 升田幸三八段 | ○                     | ○                     | ●                    | ○                    | ○                    | ■(上手)              | ○                    | 王将位獲得 |

## 挑戦者決定プレーオフ
|  |  | プレーオフ     |   |        |  |
|  |  |                |   |        |  |
|  |  | 升田幸三八段◎  | ○ | 挑戦者 |  |
|  |  | 升田幸三八段◎  | ○ | 挑戦者 |  |
|  |  | 塚田正夫前名人 | ● |        |  |
|  |  | 塚田正夫前名人 | ● |        |  |

## 挑戦者決定リーグ
| 順位 | 棋士           | 勝 | 負 | 備考       | 升田   | 塚田   | 大山   | 坂口   | 丸田   |
| ---- | -------------- | -- | -- | ---------- | ------ | ------ | ------ | ------ | ------ |
|      | 升田幸三八段   | 6  | 2  | プレーオフ | －     | 1勝1敗 | 2勝0敗 | 2勝0敗 | 1勝1敗 |
|      | 塚田正夫前名人 | 6  | 2  | プレーオフ | 1勝1敗 | －     | 2勝0敗 | 1勝1敗 | 2勝0敗 |
|      | 大山康晴九段   | 3  | 5  |            | 0勝2敗 | 0勝2敗 | －     | 2勝0敗 | 1勝1敗 |
|      | 坂口允彦八段   | 3  | 5  |            | 0勝2敗 | 1勝1敗 | 0勝2敗 | －     | 2勝0敗 |
|      | 丸田祐三八段   | 2  | 6  |            | 1勝1敗 | 0勝2敗 | 1勝1敗 | 0勝2敗 | －     |